# Ray Manzarek
Raymond Daniel Manzarek Jr., o più precisamente Manczarek, detto Ray (Chicago, 12 febbraio 1939 – Rosenheim, 20 maggio 2013), è stato un organista, pianista e cantautore statunitense, noto per essere stato il tastierista della rock band The Doors.

## Biografia
Di famiglia polacca, nacque da Raymond Sr. e Helena, crescendo nei sobborghi di Chicago, in Illinois, cominciando a prendere lezioni di pianoforte già in tenera età. Si appassionò alla musica classica, sviluppando una particolare predilezione verso compositori come Claude Debussy, Igor Stravinskij e Johann Sebastian Bach, al jazz, ammirando musicisti come John Coltrane, Miles Davis e Bill Evans, e al blues di Chicago, con figure quali Muddy Waters come punto di riferimento. Rimase a Chicago fino agli anni della laurea in Economia, conseguita alla DePaul University. Nel 1962, per specializzarsi in Cinematografia, si trasferì, con i suoi due fratelli, all'Università di Los Angeles, California, dove conobbe Jim Morrison. All'epoca Ray suonava già con i suoi fratelli, Rick e Jim, in una piccola band chiamata Rick & the Ravens, ma ben presto i suoi due fratelli abbandonarono l'esperienza musicale, mentre Ray e Morrison fondarono ufficialmente i Doors, nel settembre 1965. Alla batteria un giovane John Densmore, alla chitarra Robby Krieger, dei ragazzi entrambi conosciuti a un corso di meditazione trascendentale.

### The Doors

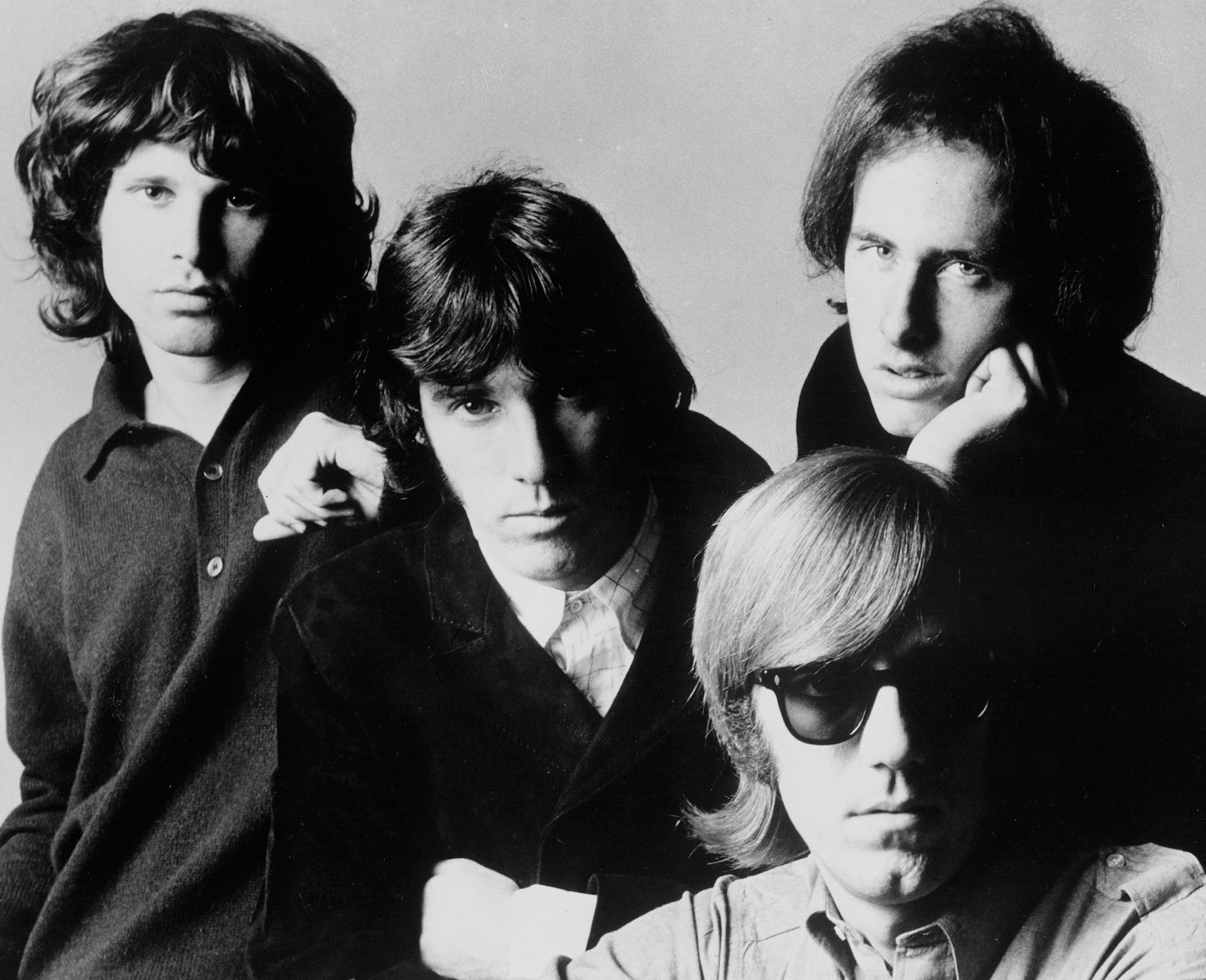
I Doors nel 1966.

In realtà, sia nelle esecuzioni dal vivo sia nel primo album, grazie alla sua buona tecnica, Manzarek fu anche pianista-bassista utilizzando un Fender Rhodes Piano Bass, al posto del tradizionale bassista dei gruppi rock, di cui i Doors furono privi per gran parte della loro carriera. Lo strumento veniva appoggiato sul top piatto dell'organo (un Vox Continental e successivamente un Gibson G101). Questo gli permetteva di gestire la linea di basso con la mano sinistra e l'organo con la destra. In questo modo l'organo fu sempre suonato su ottave alte, dando alla melodia quel suono deciso e tagliente che gli rese tanta fortuna.
Ray fu inoltre autore di molte delle melodie alla tastiera del gruppo: oltre alla celeberrima Light My Fire, coautore con Krieger, va ricordata Riders on the Storm, The Crystal Ship, When the Music's Over, L.A. Woman e Strange Days. Nell'ultimo periodo dei Doors, Ray cambiò la tastiera, utilizzando un organo Gibson/Kalamazoo G-101 (progettazione Lowrey) al posto del Vox Continental italiano, soggetto a rotture dei tasti. Il G-101 è stato ampiamente sfruttato ed è ascoltabile in varie sfaccettature negli album dei Doors Waiting For The Sun e The Soft Parade , affiancato poi in seguito (ma solo in studio di registrazione) da altri strumenti. Cantò, inoltre, nei brani Close to you in versione live e You Need Meat, negli album Other Voices e Full Circle pubblicati dopo la morte di Jim Morrison a Parigi nel luglio 1971.

### Dopo i Doors
Dopo lo scioglimento della band nel 1973, Ray continuò un'attivissima carriera musicale, cominciando già un anno dopo con un album solista, The Golden Scarab, e lavorando ad un riadattamento dei Carmina Burana di Carl Orff. Il suo maggior risultato artistico dopo i Doors lo ottenne come tastierista e produttore discografico del gruppo punk rock statunitense X nel 1980, e come produttore discografico della band inglese Echo & the Bunnymen nel periodo 1982-1987. Partecipò quindi a numerosi gruppi musicali statunitensi come, ad esempio, i Nite City. Nel 1998 scrisse e pubblicò il libro di memorie Light My Fire: La mia vita con i Doors.
Nel 2002, insieme all'ex chitarrista dei Doors Robby Krieger, formò il gruppo Manzarek-Krieger, altrimenti detto The Doors of the 21st Century. La formazione aveva come cantante Ian Astbury, Angelo Barbera al basso e Stewart Copeland dei Police alla batteria, che in seguito fu rimpiazzato da Ty Dennis. Il gruppo partecipò a una serie di concerti, e nel 2003 realizzò il DVD The Doors of the 21st Century: L.A. Woman Live. Nel 2005, in seguito ad una causa portata avanti da Densmore nei confronti dei due ex compagni, che nel frattempo continuavano a farsi chiamare The Doors, ottenne che il gruppo non potesse più usare il vecchio nome, che fu ribattezzato da Ray in Riders On The Storm. Tuttavia, il 16 febbraio 2007, Ian Astbury lasciò il gruppo per ritornare con i Cult, e la reunion si sciolse.
Nel 2011 Manzarek-Krieger collaborarono col giovane producer di musica elettronica dubstep Skrillex nel brano Break'n A Sweat. Nello stesso anno, Manzarek fece la sua penultima apparizione in Italia al Pistoia Blues Festival, dove suonò insieme a Krieger in occasione dei 40 anni dalla morte di Jim Morrison. L'ultima volta in Italia fu nel luglio 2012, a Roma, assieme a Robby Krieger, per suonare a Rock in Roma.

### Vita privata
Manzarek sposò Dorothy Fujikawa a Los Angeles il 21 dicembre 1967, con Jim Morrison e Pamela Courson come testimoni di nozze, e trascorse con lei il resto della vita. La coppia ebbe un figlio, Pablo, e tre nipotini, Noah, Apollo e Camille.

### Morte
Il 20 maggio 2013 Manzarek morì per un cancro al dotto biliare, all'ospedale di Rosenheim in Germania, a 74 anni. Ricordando l'amico scomparso, Robby Krieger disse: «Sono profondamente addolorato dell'aver appreso oggi della morte del mio amico e compagno di band Ray Manzarek. Sono solo contento di aver potuto ancora suonare con lui le canzoni dei Doors nel corso dell'ultimo decennio. Ray era una grossa parte della mia vita e mi mancherà per sempre».
Intervistato sulla morte dell'amico, John Densmore dichiarò: «Non esisteva altro tastierista sulla faccia della Terra più appropriato per supportare le parole di Jim Morrison. Ray, mi sento totalmente in sintonia con te musicalmente. Era come se fossimo una mente sola, quando gettavamo le basi per Robby e Jim in modo da farli sbizzarrire. Ho perso il mio fratello musicale». Greg Harris, direttore della Rock and Roll Hall of Fame, disse: «Con Ray Manzarek il mondo del rock 'n' roll ha perso uno dei grandi».

## Discografia
- 1974 - The Golden Scarab (Mercury Records)
- 1974 - The Whole Thing Started with Rock & Roll Now It's Out of Control (Mercury Records)
- 1977 - Nite City (20th Century Records) a nome Nite City
- 1978 - Golden Days Diamond Nights (20th Century Records) a nome Nite City
- 1983 - Carmina Burana (A&M Records)
- 1993 - Love Lion (Shanachie Records) con Michael McClure
- 1993 - Beat Existentialist (Rock Chix Records) a nome di Darryl Read Guesting Ray Manzarek
- 1994 - Revelation Blues (Wildcat Records) a nome di Scott Richardson Featuring Ray Manzarek
- 1996 - The Doors: Myth and Reality (Mudslide Records)
- 1999 - Freshly Dug (Lemon Recordings Records) con Darryl Read
- 2001 - There's a Word! (Rare Angel Music Records) Live, con Michael McClure
- 2006 - Love Her Madly (Oglio Records)
- 2006 - Atonal Head (Orchard Records) con Bal
- 2006 - Bleeding Paradise (Beatkat Records) con Darryl Read
- 2008 - Ballads Before the Rain (Friday Music Records) con Roy Rogers
- 2011 - Translucent Blues (Blind Pig Records) con Roy Rogers
- 2012 - The Piano Poems: Live from San Francisco (Oglio Records) con Michael McClure
- 2013 - Twisted Tales (IDC Records) con Roy Rogers

## Curiosità
L'11 luglio 2011, Manzarek ha dichiarato che i Chemical Brothers possono essere considerati tra gli eredi dei Doors. In un'intervista durante il Pistoia Blues Festival 2011, un giornalista del Corriere della Sera ha chiesto a Manzarek e Robby Krieger se vedessero eredi di Jim Morrison e dei Doors nell'attuale panorama musicale. Manzarek ha indicato i Chemical Brothers. Il giornalista, sorpreso, ha commentato che il loro è un genere molto diverso. Manzarek, sorridendo, ha risposto: «E allora? Hanno lo spirito dei Doors dentro!».
Nel 2016, il gruppo Canova nell'album Avete ragione tutti, ha dedicato una canzone al tastierista, chiamata proprio Manzarek, che ha riscosso molto successo.